# Ricardo Odnoposoff
Ricardo Odnoposoff (Buenos Aires, 24 febbraio 1914 – Vienna, 26 ottobre 2004) è stato un violinista argentino naturalizzato statunitense.

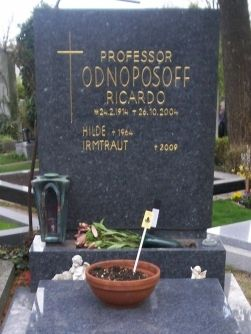
Lapide di Ricardo Odnoposoff

Figlio di emigranti russi e argentino di nascita, Ricardo Odnoposoff è stato naturalizzato prima austriaco e poi americano.

## Biografia
Ricardo Odnoposoff iniziò a studiare il violino a Buenos Aires. L'eccezionale talento musicale del giovane ha spinto i suoi genitori a cercare un'educazione musicale per lui e i fratelli in Europa. I genitori si trasferirono in Germania dove i loro figli, Ricardo, Adolfo e Nélida, continuarono gli studi musicali. Un tentativo di studiare con Leopold Auer non ebbe successo.  Su raccomandazione di Erich Kleiber, Odnoposoff studiò il violino con Rudolf Deman a Berlino, e dopo pochi mesi (1928) fu ammesso alla “Hochschule für Musik” di Berlino, per studiare violino con Carl Flesch e composizione con Paul Hindemith fino al 1931. 
Al termine dei suoi studi, a soli 17 anni, si esibisce per la prima volta come solista con i Berliner Philharmoniker diretti da Erich Kleiber. 
Nel 1932 vince il secondo premio al Concorso di Vienna e nel 1937 il secondo premio al Concorso Eugène Ysaÿe di Bruxelles, dietro a David Ojstrach. 
Nel 1933 grazie a Clemens Krauss divenne “primo violino” dei Wiener Philharmoniker come successore di Arnold Rosé; allo stesso tempo insegnò all'Accademia di Stato. 
Dopo l’annessione dell’Austria alla Germania nazista, Odnoposoff fu licenziato dall’Orchestra dell’Opera di Stato di Vienna e dai Wiener Philharmoniker e dovette tornare in Argentina.
All'inizio degli anni '40 Odnoposoff si trasferì negli Stati Uniti, dove fece il suo debutto alla Carnegie Hall di New York nel 1944. In questo periodo suonò con direttori d’orchestra come Leonard Bernstein, Arturo Toscanini, Fritz Busch e André Cluytens. Nel 1953 divenne cittadino americano. 
Nel 1956 tornò a Vienna e insegnò alla Musikhochschule fino al 1993. Dal 1964 Odnoposoff insegnò anche all'Università di Musica e Arti dello Spettacolo di Stoccarda. 
L'ultima apparizione di Ricardo Odnoposoff con la Filarmonica di Vienna fu il 13 giugno 1965, nella Konzerthaus, quando suonò la prima del Concerto per violino di Theodor Berger (1905-1992), con la direzione di Eugene Ormandy. 
Dal 1975 al 1984 ha insegnato all'Accademia di Musica di Zurigo. Ha realizzato alcune registrazioni con l’Orchestra sinfonica di Colonia della WDR diretta da Franz Marszalek. Odnoposoff si esibì col Guarneri del Gesù "ex Ladenburg" del 1735, poi denominato “Ladenburg-Odnoposoff”.